# Сара Гібсон
Сара Гібсон (англ. Sarah Gibson, нар. 21 травня 1986 — 14 липня 2024) — американська піаністка та композитор. Як піаністка вона зосереджувалася на новій музиці. Її композиції виконували провідні оркестри в США та Європі.

## Особисте життя
Гібсон вийшла заміж за  Аарона Фуллертона у 2014 році. У пари є син.
Гібсон померла після кількох місяців боротьби з раком товстої кишки вдома в Лос-Анджелесі 14 липня 2024 року у віці 38 років.